# Hönökonferensen
Hönökonferensen är en kristen konferens, som sedan 1945 anordnats av Hönö missionsförsamling, som tillhör Equmeniakyrkan.
Konferensen anordnas årligen en vecka i juli, och brukar genom en kombination av kristen undervisning, gemenskap med andra tillresta och möjligheten till bad och naturupplevelser locka tusentals människor till ön Hönö i Göteborgs norra skärgård. På senare tid har det traditionella mötestältet ersatts av en inhyrd större tälthall, som rymmer cirka 2 500 personer.
Talarna under konferensen hämtas inte enbart från Equmeniakyrkan (tidigare Missionskyrkan), utan från flera olika samfund. Genom åren har bland andra Tomas Sjödin, Peter Halldorf, Magnus Malm, Fredrik Lignell, Åsa Molin och Roland Hellsten medverkat. Sång och musik har haft en central roll och barn- och ungdomsmöten har utökats under senare år.